# August Friedrich Hecker
August Friedrich Hecker (* 1. Juli 1763 in Kütten; † 11. Oktober 1811 in Berlin) war ein deutscher Arzt und Medizinhistoriker.

## Leben
Hecker studierte Medizin in Halle und wurde dort 1787 promoviert. Anschließend arbeitete er als praktischer Arzt in Frankenhausen. 1790 wurde er ordentlicher Professor der Medizin an der Universität Erfurt, 1805 in Berlin. In Berlin wurde er zum Hofrat ernannt. Er war der Vater von Justus Hecker.

## Werke (Auswahl)
- Gesamtverzeichnis der Schriften: August Friedrich Heckers Schriften. Ein Beitrag zur medizinischen Bibliographie. In: Annalen der gesammten Medicin. Band III, Heft 6, Juni 1811, S. 510–523 (Digitalisat)
- Therapia generalis oder Handbuch der allgemeinen Heilkunde. Himburg, Berlin 1789 (Digitalisat)
- E. H. Roché (Übersetzer). Thérapeutique chirurgicale générale. Méquignon, Paris 1804 (Digitalisat)
- Archiv für die allgemeine Heilkunde. Himburg, Berlin, Band I 1790 (Digitalisat)  Band II 1792 (Digitalisat)
- Deutliche Anweisung die venerischen Krankheiten genau zu erkennen und richtig zu behandeln. Erfurt 1791.
- Antoine-Jacques-Louis Jourdan (Übersetzer). Traité des différentes espèces de gonorrhées. Paris 1812.
- Allgemeine Geschichte der Natur- und Arzneikunde. Göschen, Leipzig 1793 (Digitalisat)
- Des achtzehnten Jahrhunderts Geschichte der Erfindungen, Theorien und Systeme in der Natur- und Arzneywissenschaft. Perthes, Gotha 1799 (Digitalisat)
- Die Pocken sind ausgerottet. Henning, Erfurt 1802 (Digitalisat)
- De Hydrocephalo Interno : Specimen Inavgvrale Chirvrgico-Medicvm. Erfordiae 1800. (Digitalisat)
- Die Heilkunst auf ihren Wegen zur Gewißheit, oder die Theorien, Systeme und Heilmethoden der Aerzte seit Hippokrates bis auf unsere Zeiten. Henning, Erfurt 1802 (Digitalisat), 2., verbesserte Auflage 1805 (Digitalisat), 3. Auflage Wien 1813, 4., verbesserte Auflage Erfurt/Gotha 1819 (Digitalisat)
- Kunst die Krankheiten der Menschen zu heilen, nach den neuesten Verbesserungen in der Arzneywissenschaft. Erfurt 1804. 3. Auflage Wien 1809 Teil I  (Digitalisat) Teil II (Digitalisat)
- Die Kunst unsere Kinder zu gesunden Staatsbürgern zu erziehen und ihre gewöhnlichsten Krankheiten zu heilen.  Henning, Erfurt 1805 (Digitalisat)
- Kurzer Abriß der Pathologie und der Semiotik: Zur Grundlage seiner Vorlesungen bei dem kgl. Collegio medico-chirurgico zu Berlin entworfen. Maurer, Berlin 1806  (Digitalisat)
- Quel est le véritable but des instituts de Médécine et de Chirurgie? Quel mode d’enseignement doit-on y suivre ? Discours prononcé au treizième anniversaire de la fondation de la pépinière royale de médecine et de chirurgie à Berlin, le 2 août 1807. Maurer, Berlin 1807 (Digitalisat)
- Über die Natur und Heilart der Faulfieber. Maurer, Berlin 1809 (Digitalisat)
- Gedanken über die Natur und Ursache des Weichselzopfes. Henning, Erfurt 1810 (Digitalisat)
- Kunst unsere Kinder gesund zu erziehen und ihre gewöhnlichen Krankheiten zu heilen. Doll, Wien 1812 (Digitalisat)
- August Friedrich Hecker’s practische Arzneimittellehre. Camesius, Wien, Teil I 1814 (Digitalisat), Teil II 1815 (Digitalisat)